# Melanocamenta reflexa
Melanocamenta reflexa är en skalbaggsart som beskrevs av Fabricius 1781. Melanocamenta reflexa ingår i släktet Melanocamenta och familjen Melolonthidae. Inga underarter finns listade i Catalogue of Life.